# Carsten Pape
Carsten Pape (* 1956 in Hamburg-Wilstorf) ist ein Hamburger Sänger und Songwriter.

## Leben
Pape war in den 1980er Jahren Sänger der Band Clowns & Helden und schrieb den größten Hit der Gruppe, Ich liebe dich, mit. Nach deren Trennung 1989 trat er hauptsächlich als Solokünstler auf, aber auch als Teil des Duos Vopá. Noch im selben Jahr erschien sein Album Der Gang eines Sizilianers. Pape knüpfte dabei an den musikalischen Stil von Clowns & Helden an.
Anschließend zog er sich als Musiker zurück und arbeitete im Marketing, bevor er ab Mitte der 1990er Jahre mit seiner neuen Band Roh drei Alben aufnahm und darüber für den NDR ein Video-Tagebuch führte. Zudem wurde er von Universal als Songschreiber unter Vertrag genommen, wo er unter anderem für Udo Lindenberg, Nena, Peter Maffay und Vicky Leandros Titel verfasste. Eine von Blümchen gesungene Technoversion des ursprünglich für das Debütalbum von Roh verfassten Titels Heut ist mein Tag landete in fünf europäischen Ländern in den Charts, in Norwegen sogar auf Platz 1.
Pape trat auch mit Lotto King Karl unter anderem vor den Spielen des Hamburger SV im Volksparkstadion auf und produzierte 2005 das Album Freunde mit ihm. Gemeinsam veröffentlichten die beiden Musiker 2004 die Single Es macht so ungeheuer Spaß, mit dir zu ficken! Den Song Fliegen spielte Lotto King Karl mit Papes Band Roh ein.
Ende September 2007 veröffentlichte er sein Storyteller-Album Es Lebt, im Jahr darauf erschien das Debütalbum Von Delphinen, Untiefen und anderen Möglichkeiten mit seinem neuen Projekt Papes Brüder. Ab September 2008 trat Pape bei den Heimspielen des Eishockeyvereins Hamburg Freezers auf. Weiter gastierte er mit Soloprogrammen auf norddeutschen Bühnen. Im Juli 2008 erschien sein Roman Kreativ-Pause, in dem er sich mit der Musiker-Szene auseinandersetzte. Im September 2010 erschien das Album BRD-POP, auf dem auch eine neue Version von Ich liebe dich veröffentlicht wurde.
Seit Oktober 2011 tritt er gemeinsam mit dem Hamburger Autor Armin Sengbusch und dem Synchronsprecher Viktor Hacker mit der Literatur-Show Feuerbrüder regelmäßig im Logensaal der Hamburger Kammerspiele auf. Am 24. August 2018 erschien das Kollaboalbum Fan der Fans mit dem Rapper Elvis. Das Album stieg im August 2018 auf Platz 24 der deutschen Charts ein.
Nach Papes Trennung von Lotto King Karl erschien im März 2023 eine neue Single. Die Liebe meines Lebens spielte Pape mit seiner neuen Band PAPE unter den produktionstechnischen Fittichen von Eike Freese in den Hamburger Chamäleon Studios ein. Die Band besteht aus Carsten Pape (Gitarre und Gesang), Maja Kim (Bass) und Alexander Hinz (Drums). Der Song und weitere neue Werke erschienen auf iMusician/CPM Songs zunächst ausschließlich digital. Vorab veröffentlichte PAPE im Februar 2024 das Lyrik-Video zum Song auf YouTube.

## Werke
- Kreativ-Pause. Hamburg: Holzheimer Verlag 2008, ISBN 978-3-938297-59-9.

## Filme
- 1996: Fünfzig Meter Große Freiheit. Deutsches Vergnügen (Pape vom Kiez; PvK). NDR 3, Pilotfilm (Erstausstrahlung Norddeutscher Rundfunk: 9. April 1996, Buch und Regie: Rainer B. Jogschies, Redaktion: Jürgen Meyer-Beer)

## Diskografie

### Als Musiker
Mit Clowns & Helden
- siehe Clowns & Helden#Diskografie

Mit Vopá (zusammen mit Kristian Vogelberg)

Alben
- 1994: Laut aber sensibel (Polydor)

Mit Roh!
- siehe Roh (Band)#Diskografie

Mit Papes Brüder
- 2007: BRD-Pop (Album, Timezone)
- 2007: Von Delphinen, Untiefen und anderen Möglichkeiten (EP, Timezone)

Singles
- 1993: Nie zurück (Polydor)
- 1993: Komm wir reden über Sex (Polydor)
- 1994: Ich liebe Frauen  (Polydor)
- 1994: Laut aber sensibel (Polydor)

Soloalben
- 1989: Der Gang eines Sizilianers (Teldec)
- 2007: Es lebt (EP, Smd Neo-di/Sony Music)
- 2014: Die Einsamkeit des Schwimmers (Timezone)

Singles
- 1989: Ich brauch dich diesen Sommer (Teldec)
- 2003: Ich liebe dich 2003 (Edel)
- 2014: Das hat der Norden aus mir gemacht (Timezone)

Kollaborationsalben
- 2006: Lotto + Pape: Freunde (Rodeostar Records)
- 2009: Lotto + Pape: Die große Liebe (Rodeostar Records)
- 2018: Elvis & Pape: Fan der Fans (Wendt Musik Produktionen)

Kollaborationssingles
- 2004: Lotto + Pape: Es macht so ungeheuer Spaß mit dir zu ficken! (Rodeostar Records)
- 2017: Elvis & Pape: Mehr als ein Verein (Wendt Musik Produktionen)

Mit seiner Band PAPE
- 2023: Die Liebe meines Lebens (CPM Songs) – nur digital
- 2023: Egal wohin die Reise geht (CPM Songs) – nur digital

### Als Songwriter
- 1991: Der Regisseur auf Ausverkauf von Toxoplasma
- 1995: Die meisten Träume sind Betrug von Marco Borsato
- 1997: Diverse auf Ich liebe dich von Julie
- 1998: Was hast du in meinem Traum gemacht? und Dann fiel mir auf auf Wenn alles richtig ist, dann stimmt was nich von Nena
- 1999: Heut' ist mein Tag von Blümchen
- 2000: Diverse auf X von Peter Maffay